# Авакян, Вячеслав Аршакович
Вячеслав Аршакович Авакян (арм. Ավագյան Վաչե Արշակի; 29 мая 1931, Норашен, Шамшадинский район — 30 августа 2010) — советский генетик, доктор биологических наук, профессор, член-корреспондент ВАСХНИЛ.

## Биография

### Семья
В. А. Авакян родился в семье пчеловода. Отец — Авакян Аршак Оганесович (1880—1949), пчеловод. Мать — Авакян Сатеник (1894—1981), домохозяйка. Брат — Авакян Артавазд Аршакович (1907—1966), агробиолог, генетик, член-корреспондент АН СССР. Жена — Авакян Людмила Бахшиевна, библиограф, составитель подробной библиографии В. А. Авакян. Дети: Авакян Рузанна, врач-сонолог, кандидат медицинских наук; Авакян Роберт, основатель-директор Центра Правовой Информации «Иртек» (Армения); Авакян Самвел, основатель ООО «Артемис»(Армения).

### Образование
- 1948 — окончил среднюю школу в г. Берд с золотой медалью.
- 1948 — поступил в Армянский сельхозинститут на агрономический факультет.
- 1949—1954 — Сельскохозяйственная академия им. К. А. Тимирязева в г. Москве, обучение на агрономическом факультете (диплом с отличием).[3]
- 1960—1962 — аспирантура в Сельскохозяйственной академии им. К. А. Тимирязева в г. Москве

### Карьера
- 1954—1956 — главный агроном в Шарикянской МТС Рузаевского района Кокчетавской области Казахской ССР.
- 1956—1959 — агроном в с. Норашен Шамшадинского района.
- 1962—1980 — Института экспериментальной биологии АН РА
  - 1962—1964 — старший научный сотрудник, а с 1964 по 1968 — заведующий лабораторией радиационной генетики
  - 1968—1980 — заведующий лабораторией мутагенеза растений
- 1980—1987 — заведующий отделением «Защиты природы Армении» Всесоюзного института защиты природы СССР
- 1987—1994 — генеральный директор Научно-производственного объединения семеноводства Министерства сельского хозяйства Армении, зав.отделом агроэкологии и генетического мониторинга Института земледелия АН Армении[4]
- 1994—2010 — заведующий отделом агроэкологии научного центра земледелия и защиты растений
- 1994—1999 — зам. директора объединения «Агрогитаспюр»[4]
- 1999—2001 — ведущий специалист департамента «Агрогитаспюр» Армянской сельскохозяйственной академии
- 2002—2010 — профессор Национального аграрного университета Армении.

## Ученые степени и звания
- С 1962 года — кандидат биологических наук.
- С 1976 года — доктор биологических наук.
- С 1982 года — профессор (генетика).
- С 1991 года — член-корреспондент ВАСХНИЛ[1]

## Вклад в науку
- В. А. Авакян известен своими работами по экологии и радиационной генетике, по изучению мутагенов среды, по модифицириванию мутационногоо процесса высокоспецифическими ингибиторами и физиологически активными веществами, по комбинированному действию мутагенов и по другим актуальным вопросам современной генетики. Академик АН СССР Н. П. Дубинин[5]
- Профессор В. А. Авакян является одним из ведущих генетиков-селекционеров нашей страны. Разработанные им принципы нового направления в растениеводстве, основанного на сочетании экспериментального мутагенеза и гибридизации — хорошо известны в научных кругах и высоко ценятся генетиками и селекционерами. Доктор биологических наук, профессор В. И. Корогодин, г. Дубна, ин-т ядерной физики.[5]
- В. А. Авакян является одним из ведущих ученых по вопросам селекции, генетики и растениеводства в нашей стране. В.Авакяном теоретически обосновано и практически разработано новое направление, основанное на сочетании методов экспериментального мутагенеза с гибридизацией, что дало возможность расширить диапазоны мутационной и комбинативной изменчивости. Ценным вкладом В. А. Авакяна в науку является создание научной школы по радиационному и химическому мутагенезу. Доктор биологических наук, профессор Тедорадзе С. Г., грузинский НИИ замледелия.[5]
- В. А. Авакян является видным генетиком в областях мутагенеза, экологической генетики, действия факторов среды на генетический аппарат. Зав. Кафедрой ботаники и генетики Вильнюсского госуниверситета, д-р биологических наук, профессор, член-корреспондент Литовской АН В. П. Ранчялис.[5]
- В. А. Авакян автор сорта «Утик» озимого ячменя (авторское свидетельство № 35)[5] и сорта «Ани» кукурузы (авторское свидетельство № 72).

## Награды
- За доблестный труд в Великой Отечественной войне 1941—1945 гг
- Юбилейная медаль «Тридцать лет Победы в Великой Отечественной войне 1941—1945 гг.»
- Юбилейная медаль «Сорок лет Победы в Великой Отечественной войне 1941—1945 гг.»
- Юбилейная медаль «50 лет Победы в Великой Отечественной войне 1941—1945 гг.»
- Юбилейная медаль «60 лет Победы в Великой Отечественной войне 1941—1945 гг.»
- Медаль «За освоение целинных земель»
- Медаль «Ветеран труда»